# 宋鑣
宋鑣（1744年—1820年），原名乾吉，  字雲襄，號薌巖，江蘇蘇州府長洲縣人，清朝政治人物。

## 生平
宋鑣來自蘇州長洲宋氏家族，高祖宋德宜，曾祖宋大業，祖父宋壽圖，父宋景玉。母為蔣漣孫女、舉人蔣楷女（1720-1759）。宋鑣為宋景玉長子。從兄宋銑，從弟宋鎔等。
宋鑣為長洲監生，授四庫全書館謄錄，後以議敘州同補中城兵馬司副指揮，乾隆五十二年（1787年）任雲南嵩明州知州，署鶴慶州知州，五十四年（1789年）冬遭富綱與譚尚忠論劾罷職，五十五年（1790年）遇乾隆帝八旬萬壽盛典，恩復原職，例授奉直大夫。晚年在蘇州鄉里捐修祠堂學校等，《吳門表隱》有記載其事跡。嘉慶二十五年（1820年）卒。

## 家庭
夫人為銅山張氏通判張廷獻女；側室鄭氏。有三子：宋載沅、宋鴻漸及宋汝愚。還有三女：長女嫁江寧舉人胡澂；次女嫁青陽陳殿華；三女嫁仁和監生陸亮欽。